# Liste der Bodendenkmäler in Abenberg
Auf dieser Seite sind die Bodendenkmäler in der mittelfränkischen Stadt Abenberg zusammengestellt. Diese Tabelle ist eine Teilliste der Liste der Bodendenkmäler in Bayern. Grundlage ist die Bayerische Denkmalliste, die auf Basis des Bayerischen Denkmalschutzgesetzes vom 1. Oktober 1973 erstmals erstellt wurde und seither durch das Bayerische Landesamt für Denkmalpflege geführt wird. Die folgenden Angaben ersetzen nicht die rechtsverbindliche Auskunft der Denkmalschutzbehörde.

## Bodendenkmäler in Abenberg
| Lage                      | Objekt | Akten-Nr.     | Bild           |
| ------------------------- | --- | ------------- | -------------- |
| Abenberg (Standort)       | Wüstung des späten Mittelalters. | D-5-6731-0001 |                |
| Beerbach (Standort)       | Bestattungsplatz der Bronzezeit und der Urnenfelderzeit.                                                                                                 | D-5-6731-0003 |                |
| Beerbach (Standort)       | Siedlung der Steinzeiten. | D-5-6731-0004 |                |
| Beerbach (Standort)       | Siedlung oder Bestattungsplatz der Bronze- und der Urnenfelderzeit.                                                                                      | D-5-6731-0005 |                |
| Beerbach (Standort)       | Siedlung der Steinzeiten, Siedlung der Latènezeit. | D-5-6731-0007 |                |
| Wassermungenau (Standort) | Siedlung der Urnenfelderzeit. | D-5-6731-0012 |                |
| Wassermungenau (Standort) | Siedlung der Latènezeit. | D-5-6731-0015 |                |
| Wassermungenau (Standort) | Siedlung der Bronzezeit. | D-5-6731-0016 |                |
| Dürrenmungenau (Standort) | Siedlung der Bronze- sowie der Urnenfelderzeit und/oder der Hallstattzeit.                                                                               | D-5-6731-0017 |                |
| Dürrenmungenau (Standort) | Siedlung der Metallzeiten. | D-5-6731-0018 |                |
| Dürrenmungenau (Standort) | Siedlung der Bronzezeit, der Urnenfelderzeit und/oder der Hallstattzeit.                                                                                 | D-5-6731-0019 |                |
| Dürrenmungenau (Standort) | Bestattungsplatz der Urnenfelderzeit. | D-5-6731-0020 |                |
| Abenberg (Standort)       | Mittelalterliche Burg Abenberg. | D-5-6731-0032 | weitere Bilder |
| Beerbach (Standort)       | Siedlung der Urnenfelderzeit. | D-5-6731-0033 |                |
| Abenberg (Standort)       | Siedlung der Metallzeiten. | D-5-6731-0038 |                |
| Dürrenmungenau (Standort) | Wasserburgstall des späten Mittelalters sowie frühneuzeitliche Befunde und Funde                                                                         | D-5-6731-0044 |                |
| Abenberg (Standort)       | Mittelalterliche Stadtbefestigung von Abenberg. | D-5-6731-0045 | weitere Bilder |
| Abenberg (Standort)       | Siedlung vorgeschichtlicher Zeitstellung. | D-5-6731-0082 |                |
| Abenberg (Standort)       | Mittelalterliche und frühneuzeitliche Befunde im Bereich der befestigten Altstadt von Abenberg.                                                          | D-5-6731-0111 |                |
| Abenberg (Standort)       | Mittelalterliche und frühneuzeitliche Befunde im Bereich der Katholische Stadtpfarrkirche St. Jakob in Abendberg.                                        | D-5-6731-0112 | weitere Bilder |
| Abenberg (Standort)       | Augustiner-Chorfrauenkloster Marienburg Mittelalterliche und frühneuzeitliche Befunde im Bereich des ehemaligen Augustiner-Chorfrauenkloster Marienburg. | D-5-6731-0118 | weitere Bilder |
| Abenberg (Standort)       | Mittelalterliche und frühneuzeitliche Befunde im Bereich der Kapelle Spalter Straße 9.                                                                   | D-5-6731-0119 |                |
| Dürrenmungenau (Standort) | Mittelalterliche und frühneuzeitliche Befunde im Bereich der Evangelisch-Lutherischen Pfarrkirche St. Jakobus in Dürrenmungenau.                         | D-5-6731-0125 |                |
| Wassermungenau (Standort) | Mittelalterliche und frühneuzeitliche Vorgängerbauten der Evangelisch-Lutherischen Pfarrkirche St. Andreas.                                              | D-5-6731-0130 |                |